# Mario Ramusch
Mario Ramusch (* 16. März 1983) ist ein ehemaliger österreichischer Fußballspieler.

## Karriere
Ramusch begann seine Karriere beim ASKÖ St. Egyden. In der Saison 1996/97 wechselte er zum ASKÖ Schiefling, ehe er nach St. Egyden zurückkehrte. Im Jänner 1998 wechselte er in die Jugend des Villacher SV. Zur Saison 2000/01 wechselte er zum Zweitligisten BSV Bad Bleiberg. Sein erstes und einziges Spiel in Bad Bleiberg in der zweiten Liga machte er im Mai 2002, als er am 36. Spieltag der Saison 2001/02 gegen den SV Wörgl in der 64. Minute für Roland Rinnhofer eingewechselt wurde. Zur Saison 2003/04 rückte er nach der Übernahme durch den FC Kärnten in den Kader des neuen Vereins BSV Juniors Villach, für den er allerdings kein Spiel absolvierte.
Nach der Auflösung der Juniors wechselte Ramusch zur Saison 2004/05 zurück zum viertklassigen Villacher SV, bei dem er bereits in seiner Jugend gespielt hatte. Mit Villach stieg er 2011 in die Regionalliga auf. In neun Spielzeiten kam er zu über 160 Einsätzen für den VSV und erzielte dabei mindestens 18 Tore. Zur Saison 2013/14 schloss er sich der viertklassigen SG Steinfeld an. Für Steinfeld machte er 15 Spiele in der Landesliga. Im Jänner 2014 wechselte er zum fünftklassigen FC Hermagor. Für Hermagor kam er zu 35 Einsätzen in der Unterliga, ehe er mit dem Verein 2015 in die 1. Klasse abstieg.
Daraufhin wechselte er zur Saison 2015/16 zu St. Egyden in die 1. Klasse, wo er einst seine Karriere begonnen hatte. In zweieinhalb Spielzeiten absolvierte er 44 Spiele in der sechsthöchsten Spielklasse. Im Jänner 2018 kehrte er wieder zum VSV zurück, der inzwischen nur noch in der letztklassigen 2. Klasse aktiv war. Mit den Villachern stieg er zu Saisonende in die 1. Klasse auf. Nach 54 weiteren Einsätzen für den VSV beendete er nach der Saison 2019/20 seine Karriere als Aktiver.